# Uti vår hage (tecknad serie)
Uti vår hage är en svensk tecknad serie skapad av Krister Petersson som ett inslag i amatörserietecknartidningen Svenska Serier i början av 1980-talet. Serien togs upp av 91:an 1983 och publicerades där fram till 2002. Med start den 5 december 2002 fick serien en egen tidning utgiven av Egmont Serieförlaget. Under en kort period publicerades den även i dagsstrippform som gästserie i Dagens Nyheter. Några kännetecken för serien är stor detaljrikedom i bilderna samt genomarbetade, komiska dialoger.
Serien handlar om Faló, en levnadskonstnär i 35-årsåldern med (alltför) höga tankar om sig själv och sin förträfflighet, som bor i småstaden Mjölhagen.  Han är (alltid) klädd i träskor, röd mössa och visar magen som oftast. Bland de mer framträdande bifigurerna kan nämnas Falós flickvän Yvette, hans bror Olaf, hans "rival" Konrad Bärnevik, grannarna Kapten Lydén och Stryp-Enok samt den gravt alkoholiserade Börje Phyllerin, även kallad "Fylle-Börje".
Namnet Faló kommer från Eudardo Falo. En i Sverige rätt okänd gitarrist från Sydamerika.
Brodern Olaf är helt enkelt Falo baklänges.
Varför serien fick namnet "Uti Vår hage" var att den från början var tänkt att handla om olika människor i olika situationer i "Mjölhagen". Men den tenderade att handla mest om Falo och hans öden och äventyr.

## SerietidningenUti vår hage
Huvudserien Uti vår hage publiceras i form av nytecknade serier samt repriseringar av gamla serier. Utöver detta finns i innehållet ett antal biserier, ett korsord, samt insändarsidan "Tyckt å tänkt Uti vår hage".
Biserier: 
- Quarantän (Camilla Eriksson)
- Axplock (Tobias Sjölund)
- Nilsson & Bengtsson (Magnus Knutsson och David Öqvist)
- Älskade hund (Uli Stein)
- Gaston (Franquin)
- Toftaligan
- Elvis (Tony Cronstam)
- Baldo (Hector Cantú och Carlos Castellanos)
- Vi å pappa (Krister Petersson och Gert Lozell)

Tidigare biserier:
- Kid Paddle